# Майе (Алье)
Майе́ (фр. Maillet) — коммуна во Франции, находится в регионе Овернь. Департамент коммуны — Алье. Входит в состав кантона Эриссон. Округ коммуны — Монлюсон.
Код INSEE коммуны — 03158.

## Население
Население коммуны на 2008 год составляло 368 человек.
| 1962 | 1968 | 1975 | 1982 | 1990 | 1999 | 2008 |
| ---- | ---- | ---- | ---- | ---- | ---- | ---- |
| 399  | 407  | 326  | 319  | 309  | 322  | 368  |

## Экономика
В 2007 году среди 238 человек в трудоспособном возрасте (15—64 лет) 180 были экономически активными, 58 — неактивными (показатель активности — 75,6 %, в 1999 году было 69,6 %). Из 180 активных работали 156 человек (89 мужчин и 67 женщин), безработных было 24 (14 мужчин и 10 женщин). Среди 58 неактивных 20 человек были учениками или студентами, 11 — пенсионерами, 27 были неактивными по другим причинам.

## Достопримечательности
- Церковь Сен-Дени (XII и XIV века), восстановлена.
- Замок Майе (XIV век)
- Часовня и замок (XIV век)

## Театр
С 1991 года на ферме Ла-Шоссе располагается труппа театра Footsbarn Theatre. Актёры выступают в обычном шатре.